# 大同妙喆
大同妙喆（だいどうみょうてつ、生没年不詳）は鎌倉時代の臨済宗の僧。下野雲巌寺の高峰顕日の法を嗣ぐ。陸奥福島（福島）に一寺を創建し、上京して北禅寺の始祖となる。のち、真如寺や鎌倉浄智寺に歴住した。晩年正印庵を建てて退休。